# Autographa insolita
Autographa insolita är en fjärilsart som beskrevs av Smith 1896. Autographa insolita ingår i släktet Autographa och familjen nattflyn. Inga underarter finns listade i Catalogue of Life.